# Amnuts
Amnuts significa Andy's modified NUTS, e é a base de talkers do género NUTS mais conhecida. É escrita na Linguagem de programação C. Foi criada em 1996 como derivação do NUTS 3.3.3. A última versão estável do Amnuts lançada até hoje é a 2.2.1. Actualmente o seu desenvolvimento encontra-se quase parado, o que originou o aparecimento de alguns derivativos do Amnuts, sendo o mais conhecido o Mamnuts.

## O Futuro
No primeiro dia de Janeiro de 2002 foi lançada uma versão beta do Amnuts 2.3.0. A 4 de Agosto de 2003 foi lançado o primeiro (e único até ao momento) release candidate do Amnuts 2.3.0. Entretanto o serviço de CVS do desenvolvimento da versão 2.3.0 deixou de ser disponibilizado.